# 獨協大學

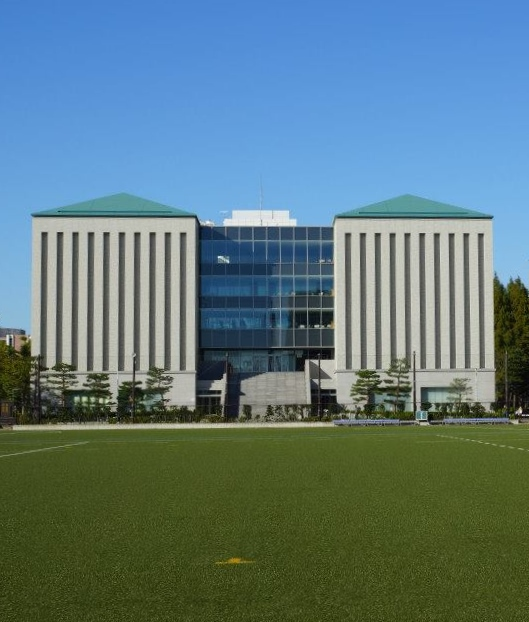
獨協大學

獨協大學（日语：／ Dokkyo Daigaku *），簡稱獨協大（どっきょうだい），是日本的一所私立大學。

## 教育方針
大學乃是通過學問而培養人的陣地。大学起源于1883年设立的独逸学协会学校，1964年成立大学。由于大学起源于外语学校，故有重视外语教育的传统。

## 學術單位

### 學部
- 外国語學部
  - 德語學科
  - 英語學科
  - 法語學科
  - 交流文化學科
- 國際教養學部
  - 言語文化學科
- 經濟學部
  - 經濟學科
  - 經營學科
  - 國際環境經濟學科
- 法學部
  - 法律學科
  - 國際関係法學科
  - 総合政策學科

### 大學院
- 外国語學研究科
- 經濟學研究科
- 法學研究科
- 法務研究科

## 交換協定校
- 中国
  - 復旦大學
  - 中國社會科學院
  - 北京師範大學
  - 華東師範大學
- 臺灣
  - 東吳大學
  - 高雄科技大學

## 系列校

### 同法人旗下院校
- 独协医科大学
- 姬路独协大学
- 附属看护专门学校

### 前身校
- 独逸学协会学校

### 附属校
- 附属初中·高中
- 附属埼玉初中·高中

## 参見
- 日本大学列表